# Ichthyoxenus sinensis
Ichthyoxenus sinensis is een pissebed uit de familie Cymothoidae. De wetenschappelijke naam van de soort is voor het eerst geldig gepubliceerd in 1940 door Shen.